# Ratpenat mastí de Thomas
El ratpenat mastí de Thomas (Molossus currentium) és una espècie de ratpenat de la família dels molòssids pròpia de Sud-amèrica. Té una longitud total d'uns 11 cm i un pes mitjà de 18 gr, tot i que els mascles són més grossos que les femelles. El pelatge va del negre apagat al taronja vermellós, amb les parts inferiors més pàl·lides, mentre que les ales, el musell i les orelles són negres.. Són nocturns i insectívors, sent les arnes una part important de la seva dieta.